# Jessica Bird
Jessica Rowley Pell Bird, Pseudonym: J. R. Ward (* 1969 in Massachusetts, New England) ist eine amerikanische Autorin, die sowohl unter ihrem Geburtsnamen Jessica Bird als auch unter ihrem Pseudonym schriftstellerisch tätig ist.

## Leben und Leistungen
Sie ist die Tochter des Bankvorstands W. Gillette Bird jun. und der Architekturzeichnerin Maxine F. Bird. Nach ihrem Abschluss am  Smith College in Northampton (Massachusetts) und ihrem Studienabschluss der Rechtswissenschaften an der  Albany Law School in Albany erhielt Bird als diplomierte Rechtsanwältin die Zulassung für zwei US-Bundesstaaten. Anschließend war sie  im Gesundheitswesen tätig, wo sie unter anderem in Boston (Massachusetts) die Personalabteilung an der Klinik Beth Israel Deaconness Medical Center leitete.
Mit ihrem Ehemann Neville Blakemore, den sie am 6. Oktober 2001 in Barnstable (Barnstable County, Massachusetts) heiratete, lebte sie bis 2003 in Cambridge (Massachusetts). Er war Inhaber der Firma Bluegrass Consulting, einer Unternehmensberatung in Cambridge. Im August 2003 verließ sie  New England und lebt seitdem in Louisville (Kentucky) (USA), der Geburtsstadt ihres Ehemannes, der dort als Partner bei der Investmentfirma Nova Group Investments tätig ist.
Bird begann  im Alter von zehn Jahren zu schreiben und als Teenager schrieb sie ihren ersten Liebesroman. Auf Drängen ihres Mannes und ihrer Mutter wandte sie sich an einen Agenten und veröffentlichte im Jahr 2002 mit der Liebesgeschichte Leaping Hearts (Ivy Books, 2002, ISBN 0-8041-1988-0) ihren ersten Roman. Heute ist sie in den USA und Europa, eine der erfolgreichsten Bestseller-Autorinnen für die Mischung aus „Mystery“ und „Romance“. Unter dem Pseudonym J. R. Ward schreibt sie u. a. die Vampirserie Black Dagger.
Sie ist auch Vorstandsmitglied beim Fort Ticonderoga, einem privaten Militärmuseum in Ticonderoga, New York. Die Ruinen des Forts wurden im Jahr 1820 von ihrem Vorfahren, dem New Yorker Kaufmann William Ferris Pell (1779–1840), gekauft, anschließend von der Familie Pell restauriert und 1909 der Öffentlichkeit zugänglich gemacht.

## Werke

### The Black Dagger Brotherhood Series
1. Dark Lover (September 2005) – Nachtjagd (Part 1) und Blutopfer (Part 2)
2. Lover Eternal (März 2006) – Ewige Liebe (Part 1) und Bruderkrieg (Part 2)
3. Lover Awakened (September 2006) – Mondspur (Part 1) und Dunkles Erwachen (Part 2)
4. Lover Revealed (März 2007) – Menschenkind (Part 1) und Vampirherz (Part 2)
5. Lover Unbound (September 2007) – Seelenjäger (Part 1) und Todesfluch (Part 2)
6. Lover Enshrined (Juni 2008) – Blutlinien (Part 1) und Vampirträume (Part 2)
7. Lover Avenged (April 2009) – Racheengel (Part 1, April 2010) und Blinder König (Part 2, August 2010)
8. Lover Mine (April 2010) – Vampirseele (Part 1, November 2010) und Mondschwur (Part 2, Februar 2011)
9. Lover Unleashed (März 2011) – Vampirschwur (Part 1, November 2011) und Nachtseele (Part 2, Februar 2012)
10. Lover Reborn (März 2012) – Liebesmond (Part 1, November 2012) und Schattentraum (Part 2, Februar 2013)
11. Lover at Last (März 2013) – Seelenprinz (Part 1, 2013) und Sohn der Dunkelheit (Part 2, 2014)
12. The King (April 2014) – Nachtherz (Part 1, November 2014) und Königsblut (Part 2, Februar 2015)
13. The Shadows (März 2015) – Gefangenes Herz (Part 1, November 2015) und Entfesseltes Herz (Part 2, März 2016)
14. The Beast (April 2016) – Krieger im Schatten (Part 1, Oktober 2016) und Ewig geliebt (Part 2, März 2017)
15. The Chosen (April 2017) – Die Auserwählte (Part 1, Dezember 2017) und Der Verstoßene (Part 2, März 2018)
16. The Thief (April 2018) – Die Diebin (Part 1, Januar 2019) und Der Spion (Part 2, März 2019)
17. The Savior (April 2019) – Der Erlöser (Part 1, Januar 2020) und Winternacht (Part 2, Dezember 2020)
18. The Sinner (März 2020) – Der Sünder (Part 1, September 2021) und Winterherz (Part 2, November 2021)
19. Lover Unveiled (April 2021)

### Black Dagger Legacy
1. Blood Kiss (Dezember 2015) – Kuss der Dämmerung (Mai 2016)
2. Blood Vow (Dezember 2016) – Tanz des Blutes (Juli 2017)
3. Blood Fury (Januar 2018) – Zorn des Geliebten (Juni 2018)
4. Blood Truth (August 2019) – Schwur des Kriegers (Juni 2020)

### Black Dagger: Prison Camp
1. The Jackal (August 2020) – Schakal (März 2022)
2. The Wolf (November 2021)

### Fallen Angels
1. Covet (September 2009) – Die Ankunft (Februar 2010)
2. Crave (Oktober 2010) – Der Dämon (März 2011)
3. Envy (September 2011) – Der Rebell (Juni 2012)
4. Rapture (September 2012) – Die Begierde (Juni 2013)
5. Possession (Oktober 2013) – Die Versuchung (Juni 2014)
6. Immortal (2014) – Die letzte Schlacht (Mai 2015)

### The Bourbon King Series
1. The Bourbon Kings (Juli 2015) – Bourbon Kings (Januar 2017)
2. The Angel´s Share (Juli 2016) – Bourbon Sins (Juni 2017)
3. Devil´s Cut (August 2017) – Bourbon Lies (November 2017)

### Weitere
- The Black Dagger Brotherhood: An Insider's Guide (Oktober 2008) – Die Bruderschaft der Black Dagger: Ein Führer durch die Welt von J.R. Ward's BLACK DAGGER (Mai 2011)
- Vampirsohn: Novelle (10. Januar 2011)

## Auszeichnungen
- 2007: Romantic Times Reviewer's Choice Award für ihr Black-Dagger-Buch Lover Awakened (Penguin Group (USA), 2006, ISBN 9780451219367)
- 2007: RITA Award des Schriftstellerverbands „Romance Writers of America“ in der Kategorie „Best Short Contemporary Romance“ für ihr Buch From the First (Verlag Silhouette Books, Januar 2006, ISBN 9780373247509)

Für den Romantic Times Reviewer's Choice Award wurde sie einige weitere Male nominiert. Zuletzt kam sie im Jahr 2008 mit ihrem Roman Lover Revealed (Onyx Books, 2007, ISBN 9780451412355) in die Endrunde des RITA Award.